# Лахиш (региональный совет)
Лахиш (ивр. לכיש‎) — региональный совет на юге Израиля, располагающийся в Северном Негеве. Административно региональный совет относится к Южному округу Израиля.

## История
Региональный совет Лахиш был основан в 1956 году и в настоящее время имеет в составе 15 мошавов и четыре общинных поселений.

## Состав
Региональный совет Лахиш занимает площадь более 400 тысяч дунамов.
В состав совета входят 19 населенных пунктов:
Мошавы
- Яд-Натан
- Оцем
- Нога
- Шахар
- Нир-Хен
- Зоар
- Сде-Давид
- Тлалим[ивр.]
- Менуха
- Ахузам[ивр.]
- Сде-Моше[ивр.]
- Лахиш[ивр.]
- Амация[ивр.]
- Шекеф[ивр.]
- Нехора[ивр.]

Общинные поселения
- Элиав[ивр.]
- Бней-Дкалим[ивр.]
- Кармей-Катиф[ивр.]
- Нета[ивр.]

В ведении совета находятся несколько национальных парков и заповедников, в том числе Бейт-Гуврин-Мареша, Тель-Лахиш, Битронот-Рухама и другие.

## Население
По статистическим данным Центрального статистического бюро Израиля население регионального совета на 2024 год составляет 14 238 человек.